# Phaedinus carbonelli
Phaedinus carbonelli là một loài bọ cánh cứng trong họ Cerambycidae.